# فرانکی و آلیس
فرانکی و آلیس (انگلیسی: Frankie & Alice) یک فیلم درام کانادایی به کارگردانی جفری سکس است که در سال ۲۰۱۰ منتشر شد.
در حالی که این فیلم نقدهای متفاوتی از سوی منتقدان دریافت کرد، بازی هلی بری به‌شدت مورد تحسین قرار گرفت و او جوایز متعددی دریافت کرد، ازجمله نامزدی جایزه گلدن گلوب برای بهترین بازیگر زن در فیلم درام.

## خلاصه داستان
فرانکی در سال ۱۹۷۳ در یک کلوب شبانه در لس‌آنجلس اجرا می‌کند. او یکی از بهترین رقصنده‌های برهنه در کلوب است و اغلب توجه مردان ثروتمند را به خود جلب می‌کند. یک شب، کارکنان زن کلوب تصمیم می‌گیرند برای یک شب دخترانه به بیرون بروند. هنگام حضور در یک بار، فرانکی توجه یک بارمن معروف را به خود جلب می‌کند و قبول می‌کند که به خانه او برود. اما پیش از آنکه آن‌ها رابطه‌ای داشته باشند، فرانکی به یک شخصیت دیگر تغییر حالت می‌دهد و سر مرد را با یک قاب عکس می‌شکند.
خبر حمله خشونت‌آمیز فرانکی به‌سرعت در کلوب پخش می‌شود و او از شغل مورد نیازش اخراج می‌شود. اتفاقات مشابهی نیز هنگام حضور فرانکی در یک رخت‌شوی‌خانه و یک عروسی رخ می‌دهد.
فرانکی درمان روان‌شناختی خود را نزد دکتر از آغاز می‌کند. در یکی از جلسات، او متوجه می‌شود که دو شخصیت جایگزین دارد: جنیوس، یک کودک هفت‌ساله، و آلیس، زنی سفیدپوست و نژادپرست اهل جنوب که فرانکی در برابر او دچار چالش است. در جلسات منظم با دکتر از، فرانکی شروع به یادآوری تجربه‌های آسیب‌زایی می‌کند که باعث ایجاد شکاف‌های شخصیتی او شده‌اند.
او به یاد می‌آورد که در نوجوانی عاشق یک مرد سفیدپوست بوده است، اما هنگام سفر با او، مرد در یک سانحه رانندگی جان خود را از دست داده است. در همان جلسه، او خاطره تولد فرزندش را نیز به یاد می‌آورد. لحظاتی پس از تولد، مادر فرانکی متوجه می‌شود که نوزاد دورگه است و او را می‌کشد. این حادثه، باعث می‌شود که شخصیت فرانکی تجزیه شود.
پس از تماشای فیلم ضبط‌شده جلسات درمانی و درک تمامی این اتفاقات، فرانکی فرایند بهبودی را آغاز می‌کند، کنترل زندگی خود را به دست می‌گیرد و تا حدودی شخصیت‌های خود را یکپارچه می‌کند. دکتر از به او اطمینان می‌دهد که این شخصیت‌ها همیشه بخشی از او خواهند بود.

## بازیگران
- هلی بری
- استلان اسکاشگورد
- فیلیسیا رشاد
- چاندرا ویلسون
- مت فروئر
- ونسا مورگن
- ملانی پاپالیا
- جیمز کرک
- امیلی تننت
- آدریان هولمز
- برایان مارکینسون
- ان مری دلوئیس